# Koning der Koningen

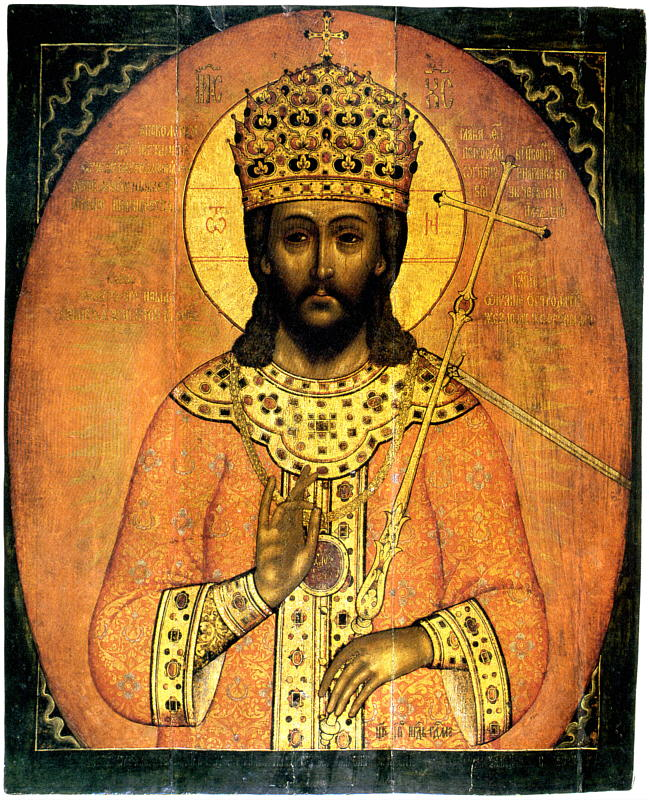
Christus als Koning der Koningen", een Russisch icoon van Moerom (1690)

Koning der Koningen (Perzisch: شاهنشاه) is een titel die gebruikt werd door verschillende monarchieën en rijken in de loop van de geschiedenis. De titel komt uit het Midden-Oosten. Het is in grote lijnen het equivalent van de latere titel keizer.
De eerste koning waarvan bekend is dat hij de titel "koning der koningen" (šar šarrāni) gebruikte, was Tukulti-Ninurta I van Assyrië (13e eeuw v.Chr.). De titel werd min of meer letterlijk bedoeld, omdat een šar de titel was voor een koning van een stadstaat, en met de vorming van een rijk in de Late Bronstijd, plaatsten de Assyrische heersers zichzelf aan het hoofd van de bestaande structuur van heersers (koningen) van stadstaten.
De Perzische titel voor een koning der koningen is sjahansjah, waar het vooral gebruikt werd door het Perzische Achaemenidische Rijk maar ook andere Perzische Rijken zoals de Sassaniden Safawieden en voor het laatst de Pahlavi dynastie, waar het verwees naar een vorst die heerste over andere vorsten die een schatplichtige of een beschermende positie hadden.
De keizers van Ethiopië hadden de titel "koning der koningen" (nəgusä nägäst).

## Hebreeuwse genitief
De titel Koning der Koningen wordt vermeld in de Hebreeuwse Bijbel, als מלך מלכיא, toegepast op Nebukadnezar II en op Artaxerxes I. In Daniël 2:37, interpreteert Daniël de droom van Nebukadnezar in die zin:
"Koning, koning van alle koningen, aan wie de God van de hemel het koningschap, de macht, de kracht en de eer heeft geschonken."
De gebruikte zinsconstructie is een Hebreeuwse genitief, die in dit geval voor tweeërlei uitleg vatbaar is. De Nieuwe Bijbelvertaling maakt in bovenstaande gevallen dezelfde keuze als de Statenvertaling, maar dat geldt niet voor onderstaande nieuwtestamentische voorbeelden: daar vertaalt de Nieuwe Bijbelvertaling de Griekse grondtekst als hoogste koning.
In het christendom is "koning der koningen" (βασιλευς των βασιλευοντων) een van de titels van Jezus, gebaseerd op het Nieuwe Testament en wel op de eerste brief van Paulus aan Timoteüs 6:15, en de Openbaring van Johannes 17:14 en 19:16.